# Norsjö
Norsjö ist ein Ort (tätort) in der schwedischen Provinz Västerbottens län und der historischen Provinz Västerbotten.

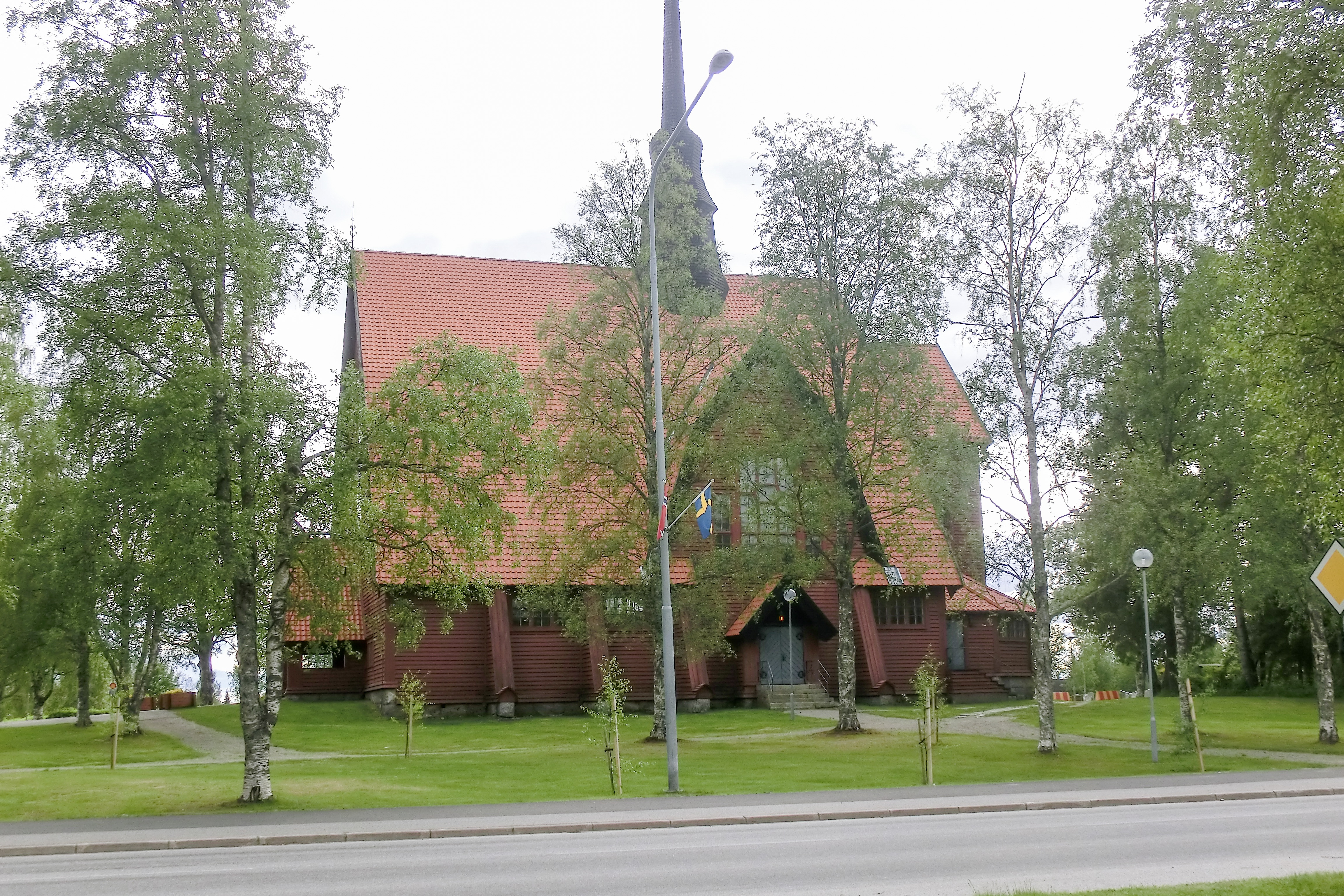
Kirche in Norsjö (2012)

Der Ort liegt 80 km westlich von Skellefteå und ist Hauptort der gleichnamigen Gemeinde. In Norsjö befinden sich ein Ski- und ein Jagdmuseum.

## Persönlichkeiten
- Oskar Lindberg (* 1894 in Norsjö; † 1977 in Skellefteå), Skilangläufer
- Ernst Alm (* 1900 in Norsjö; † 1980 in Skelleftehamn), Skilangläufer
- Erik Bergkvist (* 1965 in Norsjö), Politiker